# Nights are forever
Nights are forever is een studioalbum van het duo England Dan & John Ford Coley. Dit vierde album betekende hun doorbraak; het album haalde de elfde plaats in de Billboard 200 (albumlijst). Dit werd mede veroorzaakt door de twee succesvolle singles I'd Really Love to See You Tonight en Nights are forever without you, althans in de Verenigde Staten en Canada. Het album bevat countryachtige softrock. Het album werd opgenomen in de Studio by the pond in Henderson (Tennessee).
Het in 1976 uitgebrachte album verscheen in 2005 op compact disc.

## Musici
- zang: England Dan, John Ford Coley
- achtergrondzang: Sheri Kramer, Diane Tidwell, Lisa Silver, Janie Frickie, Ginger Holiday
- akoestische gitaar: Steve Gibson, Jim Seals, England Dan, John Ford Coley, Bobby Thompson
- banjo: Bobby Thompson
- mandoline: Steve Gibson
- fiddle Jim Seals
- sopraansaxofoon: England Dan
- Steelguitar: Doyle Grisham
- trompet: George Cunningham, Don Sheffield
- trombone: Dennis Good
- houtblazers: Billy Puett, Denis Solee
- strijkinstrumenten Sally Kurland and the Section
- basgitaar: Joe Osborn, Ted Reynolds, Kyle Lehning
- toetsinstruymenten: Shane Keister, John Ford Coley
- drumstel: Larrie Londin

## Muziek
| Nr. | Titel                                                      | Duur |
| --- | ---------------------------------------------------------- | ---- |
| 1.  | I'd Really Love to See You Tonight (Parker McGee)          | 2:39 |
| 2.  | I'll stay (Dan Seals)                                      | 3;20 |
| 3.  | Westward wind (Dan Seals, Coley)                           | 3;17 |
| 4.  | Long road home (Dan Seals, Coley)                          | 3:18 |
| 5.  | There'll never be another for me (Dan Seals, Coley, McGee) | 2:50 |

| Nr. | Titel                                              | Duur |
| --- | -------------------------------------------------- | ---- |
| 1.  | Nights are forever without you (Parker McGee)      | 2:52 |
| 2.  | It's not the same (Dan Seals, Coley, Sunny Dalton) | 2:38 |
| 3.  | Showboat gambler (Dan Seals)                       | 2:37 |
| 4.  | The prisoner (Dan Seals, Coley)                    | 3:35 |
| 5.  | Lady (Dan Seals, Coley, Parker, Lehning)           | 3:58 |
| 6.  | Everythings's gonna be alright (Dan Seals, Coley)  | 3:08 |